# Entführung von Natascha Kampusch
Die Entführung von Natascha Kampusch begann am 2. März 1998, als die damals zehnjährige Österreicherin auf dem Schulweg von dem arbeitslosen Nachrichtentechniker Wolfgang Přiklopil (* 14. Mai 1962 in Wien; † 23. August 2006 ebenda) in einen Lieferwagen gezerrt und in der Folge in dessen Haus in der niederösterreichischen Gemeinde Strasshof an der Nordbahn über acht Jahre gefangen gehalten wurde. Natascha Kampusch konnte am 23. August 2006 fliehen, was zu einem weltweiten Medienecho führte. Přiklopil beging am selben Tag Suizid.
Medien und Untersuchungskommissionen äußerten massive Kritik an den Ermittlungen der Sicherheitsbehörden.

## Entführung

### Ablauf
Am Morgen des 2. März 1998 verließ Natascha Kampusch kurz nach 7 Uhr die elterliche Wohnung in der Wiener Donaustadt, um zur Schule zu gehen, kam dort aber nicht an. Da ein Streit mit ihrer Mutter vorausgegangen war, nahm man zunächst an, sie sei in einer Trotzreaktion von zu Hause weggelaufen. Hinweise von Anwohnern deuteten aber auf einen Entführungsfall hin: Kampusch verließ die Wohnung am Rennbahnweg, überquerte die Wagramer Straße und ging weiter den Rennbahnweg in nordwestliche Richtung. Bei der Kreuzung Melangasse-Murrstraße beim Ingeborg-Bachmann-Park bog sie nach rechts in nordöstliche Richtung in die Melangasse ein. Auf Höhe der Hausnummern 26 bis 30 fiel ihr der weiße Kleintransporter auf. Sie hatte bis dahin einen Fußweg von 600 Metern zurückgelegt. Zur Volksschule am Brioschiweg waren es noch 300 Meter. Laut Aussage einer damals zwölfjährigen Schulkameradin wurde Kampusch, als sie jenen am Straßenrand haltenden Kleintransporter passierte, von einem Mann durch die Seitentür in den Innenraum gezerrt. Eine weitere, für die junge Zeugin nicht zu erkennende Person soll am Steuer des Wagens gesessen haben.
Laut späteren Zeugeneinvernahmen fuhr Přiklopil nach der Entführung nicht direkt zu seinem Haus mit dem zu diesem Zeitpunkt noch nicht fertiggestellten Verlies, sondern zu einem Waldstück. Dort telefonierte er und erklärte Kampusch dann, dass „die anderen“ nicht kommen würden. Die Aussage nährte später Spekulationen, dass es mehrere Täter geben könnte.
Die Polizei kontrollierte kurz nach der Entführung mehr als 1000 Besitzer weißer Kleinbusse, unter anderem auch den tatsächlichen Entführer Wolfgang Přiklopil. Den Ermittlern gegenüber gab Přiklopil an, das Fahrzeug für Bauarbeiten zu benötigen. Nachdem die Polizei bei der Untersuchung im Innenraum des Transporters Bauschutt gefunden hatte, wurde der damals unbescholtene Přiklopil nicht für verdächtig erachtet.
Die Tageszeitung Kurier beauftragte einen Berufsdetektiv, dessen Recherchen jedoch erfolglos blieben.
Am 14. Mai 1998 wies ein aus Strasshof stammender Polizeihundeführer beim Sicherheitsbüro Wien auf Přiklopil als möglichen Täter hin. Im Protokoll wird die Aussage folgendermaßen geschildert:

„Betreffend der Fahndung nach dem weißen Kastenwagen mit dunklen Scheiben im bezirk Gänserndorf in Bezug zur Abgängigkeit der KAMPUSCH Natascha gibt es in Strasshof/Nordbahn eine Person, welche mit dem Verschwinden in Zusammenhang stehen könnte und auch in besitz eines weißen kastenwagens Marke Mercedes mit abgedunkelten Scheiben ist. Dieser Mann sei ein sogenannter ‚Eigenbrötler‘, welcher mit seiner Umwelt extreme Schwierigkeiten habe und Kontaktprobleme habe. Er soll gemeinsam mit seiner Mutter in Straßhof/Nordbahn, Heinestraße 60 (Einfamilienhaus) wohnen, welches jedoch elektronisch voll abgesichert sei. Auch soll der Mann eventuell Waffen zu Hause haben. Vor dem Areal Heinestraße 60 sei ögfters [sic] sein weißer kastenwagen, Marke Mercedes, Kennzeichen unbekannt, mit seitlich und hinten total abgedunkelten Scheiben stehen. Dieser Mann sei früher bei der Fa. SIEMENS als Nachrichtenelektroniker beschäftigt gewesen und könnte dies auch jetzt noch sein. Eventuell lebt der Mann mit seiner betagten Mutter in diesem haus und soll er einen hang zu ‚Kindern‘ in Bezug auf seine Sexualität haben, ob er diesbezüglich bereits vorbestraft ist, ist unbekannt.

Der Namen des Mannes ist dem Anrufer unbekannt, ist er ihm nur aus der Nachbarschaft bekannt.

Der Mann soll ca. 35 jahre alt sein, blondes Haar haben und 175 – 180 cm groß sein und schlank sein.

Nähere Angaben konnte der anonyme Anrufer nicht machen.“

Da der Polizist anonym bleiben wollte, wurde sein Name nicht vermerkt.
Der den Hinweis aufnehmende Beamte ließ Einsicht in das Melderegister nehmen. Nachdem klar geworden war, dass mit dem Hinweis Wolfgang Přiklopil gemeint war, der bereits befragt und überprüft worden war, wurde die Spur nicht weiter verfolgt.
Trotz aufwendiger Ermittlungen – verdächtige Personen aus dem Umfeld der Entführten wurden einem Lügendetektortest unterzogen – konnte der Fall über Jahre hinweg nicht aufgeklärt werden.

### Leben in Gefangenschaft
Kampusch wurde 3096 Tage lang im niederösterreichischen Strasshof an der Nordbahn festgehalten. Laut Aussage des Leiters des österreichischen Bundeskriminalamts war sie in einer Montagegrube unter der Garage eines Einfamilienhauses versteckt. Die Grube war mit einer schalldichten Tresortür verschlossen. Der kleine, fensterlose Raum war 181 Zentimeter breit und vom 50 × 50 Zentimeter großen Eingang an der Schmalseite aus betrachtet linksseitig 278 Zentimeter und rechtsseitig 246 Zentimeter lang. Auf der linken Seite stand kurz hinter dem Eingang ein Hochbett, darunter blieb eine 157 Zentimeter hohe Fläche frei; insgesamt war der Raum 237 Zentimeter hoch. Auf der dem Bett gegenüberliegenden Seite stand ein kleiner Schreibtisch, darüber ein kleiner Fernseher. Der Rest dieser Wand war mit Regalen ausgefüllt. In der Ecke rechts neben dem Eingang befanden sich ein WC und eine Edelstahlspüle mit zwei Becken als Waschgelegenheit. Ermittler berichteten später, der Eingang zu dem Versteck sei so gut getarnt gewesen, dass er wahrscheinlich auch bei einer Hausdurchsuchung nicht gefunden worden wäre.

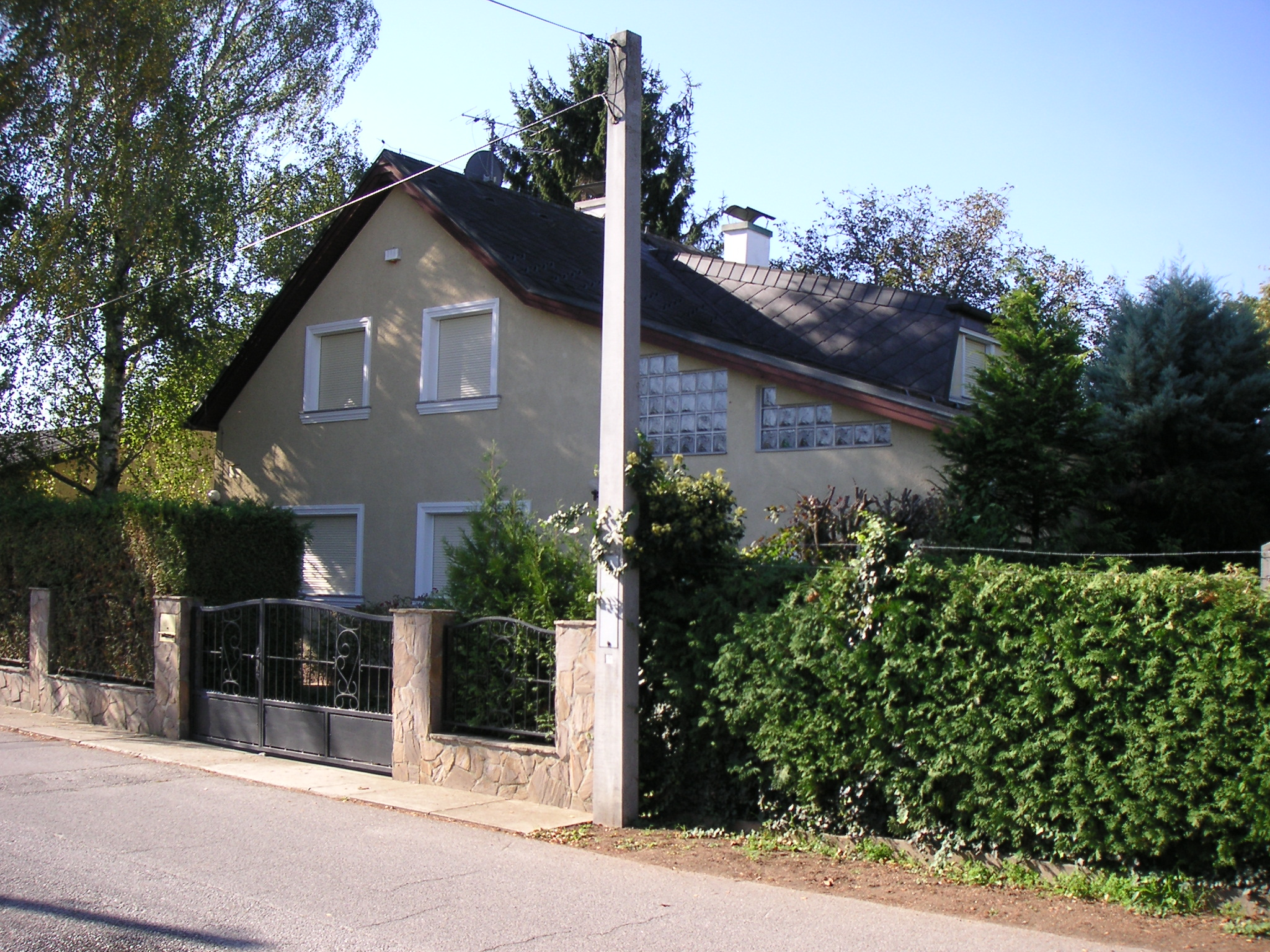
Außenansicht des Hauses, in dem Natascha Kampusch gefangen gehalten wurde

Kampusch gab an, sie sei im ersten halben Jahr nach der Entführung dort permanent verblieben. Später sei sie zeitweise (unter anderem zum Duschen) in das Haus des Entführers gelassen worden, wenn dieser allein war. Nach mehreren Jahren habe sie das Versteck im Beisein ihres Entführers auch für gelegentliche Einkäufe und Spaziergänge, einmal auch für einen Skiausflug verlassen dürfen. Sie durfte dabei keinerlei Kontakt zu anderen Personen herstellen. Er drohte ihr an, im Falle einer Zuwiderhandlung sie und die betreffenden Personen zu töten.
Während der gesamten Zeit ihrer Entführung wurde Kampusch nach den Angaben in ihrer Autobiografie immer wieder von Přiklopil unter anderem in Form von Schlägen und Tritten körperlich schwer misshandelt: Dies führte, neben anderen Verletzungen, zu mehreren Gehirnerschütterungen. Außerdem seien ihr lange Zeit die Haare abgeschoren worden und sie sei wiederholt gedemütigt und gezwungen worden, für Přiklopil zu putzen, zu kochen und – insbesondere für ein Kind – körperlich schwere Renovierungsarbeiten an seinem Haus und seiner zuletzt gekauften Wohnung durchzuführen.
Kampusch erhielt von Přiklopil im späteren Verlauf der Entführung ausgewähltes Zeitungsmaterial, durfte gelegentlich Bücher lesen, Radio hören und Videos anschauen. Auch gab sie an, dass der Entführer ihr gelegentlich Unterricht in Lesen und Schreiben gegeben habe. Psychologen und Polizisten, die nach ihrer Flucht mit ihr sprachen, stellten eine trotz der langjährigen Isolation hohe Intelligenz und Sprachgewandtheit fest. Kampusch war über das Tagesgeschehen in der Welt gut informiert.
Den polizeilichen Ermittlungen zufolge lebte Kampusch in der letzten Zeit ihrer Gefangenschaft nicht im Kellerverlies, sondern im oberen Teil des Hauses. Sie habe das Haus zusammen mit dem Entführer mehrmals für unterschiedliche Ausflüge verlassen. Die schwere Tür des Verlieses war nur mit Hilfe von innen zu verschließen.
Im März 2016 wurde die Existenz eines Videos bekannt, welches das Leben von Kampusch und Přiklopil dokumentiert. Die Ermittler hatten es 2006 bei der Hausdurchsuchung beschlagnahmt. Es zeugt von großer Machtausübung Přiklopils und bestätigt die Aussagen des Opfers.

### Flucht und erste Zeugenaussage
Kampusch konnte nach eigenen Angaben infolge einer Nachlässigkeit Přiklopils am Mittag des Mittwochs, 23. August 2006, von Přiklopils Grundstück fliehen. Als sie Přiklopils Fahrzeug reinigte und dabei Staub saugte, läutete um 13 Uhr sein Mobiltelefon. Ein Wiener hatte Přiklopils Zeitungsinserat gelesen, in dem er eine Wohnung im 15. Wiener Bezirk anbot, die Kampusch mit ihm unter harten Bedingungen renovieren musste, und erkundigte sich danach. Přiklopil entfernte sich wegen des Staubsaugerlärms einige Meter. Kampusch nutzte diese Gelegenheit und floh. Sie gelangte durch eine dieses Mal von Přiklopil versehentlich offen gelassene Gartentür in einen Gang. Nachdem ihr mehrere Passanten und Anwohner trotz ihres Bittens nicht geholfen hatten, betrat sie einen Garten unweit des Entführungshauses und klopfte an ein Fenster. Die Nachbarin, der Kampusch ihre Situation erklärte, informierte die Polizei, von der Kampusch zur Polizeidienststelle Deutsch-Wagram gebracht wurde.
Eine junge Streifenbeamtin kümmerte sich bis zum Eintreffen der Beamten des Kriminaldienstes um Kampusch und stellte ihr zahlreiche Fragen. Auf die Frage, ob es mehrere Täter gäbe, antwortete Kampusch: „Ich kann keine Namen nennen.“ Die Aussage nährte in der Folge Spekulationen, dass es mehrere Täter geben könnte.
Später wurde Kampuschs Identität zweifelsfrei durch einen DNA-Test bestätigt. Auch ihre Eltern erkannten sie wieder, und im Haus des Entführers wurde ihr Reisepass gefunden, den sie wegen eines Auslandsaufenthaltes wenige Tage vor ihrer Entführung noch bei sich gehabt hatte.

### Přiklopils Flucht
Die Polizei erklärte nach Kampuschs Entkommen die gesamte Hauptstadt zum Fahndungsgebiet, doch Přiklopil wurde nicht aufgegriffen. Er bemerkte die Flucht Kampuschs, kurz nachdem er sein rund vier Minuten dauerndes Telefongespräch beendet hatte, und begab sich auf die Suche nach ihr. Sein Fahrzeug entdeckte man bald im Parkhaus des Wiener Donauzentrums, das daraufhin von der Polizei umstellt wurde. Přiklopil hatte einen Bekannten verständigt und gebeten, ihn abzuholen; er sei bei einer Kontrolle alkoholisiert am Steuer erwischt worden und benötige Hilfe. Er versprach dem Bekannten aber, sich der Polizei später zu stellen. Der Bekannte holte ihn vom Donauzentrum ab und brachte Přiklopil in die Nähe des Praters. Kurz vor 21 Uhr desselben Tages wurde Přiklopil  im 2. Wiener Bezirk zwischen den Stationen Wien Nord und Traisengasse von einem Richtung Gänserndorf fahrenden Zug der Wiener S-Bahn überfahren und zog sich tödliche Verletzungen zu. Der österreichische parlamentarische Geheimausschuss von 2012 unter Vorsitz von Werner Amon zweifelte diese Darstellung an, weil die Verletzungen von Přiklopil nicht zum Tod durch Überfahren mit einem Zug passen würden. 2013 bestätigte ein Evaluierungsbericht internationaler Experten den Schienensuizid.
Im August 2010 wurde der Freund Přiklopils, Ernst Holzapfel, den dieser nach Kampuschs Flucht getroffen hatte, wegen Begünstigung angeklagt. Er habe Přiklopil absichtlich der Verfolgung zum Teil entzogen. Holzapfel gab, wie sein Verteidiger Manfred Ainedter der Nachrichtenagentur APA bestätigte, bei der polizeilichen Vernehmung im November 2009 an, dass ihm Přiklopil kurz vor dessen angeblichem Suizid die Entführung in einer Art „Lebensbeichte“ gestanden habe. Holzapfel wurde vom Straflandesgericht Wien freigesprochen.
Ungeklärt ist eine Geldüberweisung von 500.000 Schilling (rund 36.300 Euro) von Holzapfel an Přiklopil rund um den Zeitpunkt der Entführung. Nachdem die ursprüngliche Erklärung, dass Holzapfel seinem Freund das Geld für ein Auto geliehen habe, nicht schlüssig gewesen war, hat Holzapfel seine Aussage geändert.
Im Jahr 2008 erklärte Kampusch gegenüber den Medien, dass sie in engem Kontakt zu Ernst Holzapfel stehe und dass die beiden mittlerweile ein fast freundschaftliches Verhältnis verbinde.
Přiklopil wurde unter einem falschen Namen auf einem Friedhof begraben.

## Nach der Flucht

### Helfer und Berater
Nach ihrer Flucht hielt sich Kampusch im Wiener Allgemeinen Krankenhaus auf, bevor sie in eine betreute Wohngemeinschaft übersiedelte. Verschiedentlich konnte sie Besuche empfangen, unter anderem von ihren Eltern. Sie wurde von einem Team betreut, dem der Wiener Kinderpsychiater Max Friedrich sowie die Jugendanwältin der Stadt Wien, Monika Pinterits, angehörten. Ziel des Teams war es, einerseits Kampuschs Therapie zu koordinieren und andererseits ihren Weg in ein eigenständiges Leben zu sichern. Dazu zählte auch das Nachholen des versäumten Schulbesuchs.
Kampuschs Betreuerteam war Veränderungen unterworfen. So musste der ursprünglich vorgesehene Anwalt wegen Überlastung aufgeben und es wurde eine andere Sozietät beauftragt. Zum Team gehörte bis zum 9. September 2006 außerdem der Wiener Medienberater und PR-Experte Dietmar Ecker, der die eintreffenden Interviewanfragen und Buch- und Filmprojekte koordinierte. Ecker hatte nach eigenen Angaben rund 300 Anfragen von internationalen Medien für ein Exklusivinterview erhalten und bezeichnete seine Arbeit als sehr schwierig. Nach langem Auswahlverfahren wurde am 27. Oktober 2006 Stefan Bachleitner von der PR-Agentur The Skills Group zum neuen Medienbetreuer von Kampusch bestimmt. Er übernahm diese Aufgabe unentgeltlich bis Ende Juni 2007.

### Medienecho
Nach der gelungenen Flucht interessierten sich Medien aus aller Welt für Kampuschs Geschichte. Die Pressekonferenzen des Teams, das Kampusch betreute, wurden von Medienvertretern aufmerksam verfolgt.
Kampusch wandte sich am 30. August 2006 in einem offenen Brief an Medienvertreter und Öffentlichkeit. Sie schildert darin knapp einige Einzelheiten aus der Zeit ihrer Gefangenschaft und beschrieb ihr Verhältnis zu Přiklopil, das sie als gleichrangig charakterisierte. Auch bat sie um Respekt vor ihrer Privatsphäre. Der Brief wurde zunächst durch den Kinderpsychiater Friedrich auf einer Pressekonferenz vorgelesen und später in den Medien veröffentlicht. Friedrich gab an, Kampusch selbst habe den Brief auf Zetteln formuliert, er selbst habe lediglich eine handschriftliche Zusammenfassung dieser Notizen angefertigt. So stamme auch die Passage von Kampusch selbst, wonach Přiklopil sie „auf Händen getragen und mit Füßen getreten“ habe.
Zwei Wochen nach Kampuschs Flucht strahlte der Österreichische Rundfunk (ORF) am 6. September 2006 das erste, von Christoph Feurstein geführte Interview mit Kampusch im kurzfristig geänderten Hauptabendprogramm des Fernsehens sowie im Hörfunk aus. Natascha Kampuschs Gesicht war dabei entgegen vorherigen Spekulationen weder verhüllt, noch wurde es nachträglich unkenntlich gemacht. Kampusch berichtete trotz ihres langen Freiheitsentzuges weitgehend gefasst und mit einer mindestens ihrem Alter entsprechenden Sprachfertigkeit über die Umstände ihrer Gefangenschaft, aber auch über ihre Sicht des Entführers und ihr Gefühlsleben. Sie bat nochmals eindringlich um die Wahrung ihrer Privatsphäre. Teletest ermittelte, dass 2,6 Millionen Österreicher (älter als zwölf Jahre) das Interview verfolgten, was einem Marktanteil von 80 Prozent entspricht.
Der Österreichische Rundfunk, der nach eigenen Angaben nichts für das Interview bezahlte, übernahm kostenlos die internationale Rechtevermarktung und zahlte die Erlöse in einen für Kampusch eingerichteten Fonds ein. Spiegel Online berichtet von einer ca. sechsstelligen Summe beim Verkauf der Erstrechte an den deutschen Privatfernsehsender RTL, der mit dem Interview 7,13 Millionen Zuschauer erreichte, sowie von einem Aufkauf von Rechten durch die ARD für eine spätere Ausstrahlung nach Mitternacht.
Ein weiteres Interviewpaket wurde mit der Wiener Neue Kronen Zeitung sowie der Wochenzeitschrift News ausgehandelt. Kampusch wurde in diesem Zusammenhang von den Journalisten Marga Swoboda und Alfred Worm befragt. Die Interviews wurden in beiden Zeitschriften bebildert und annähernd gleichzeitig wenige Stunden vor der TV-Ausstrahlung veröffentlicht. Basis für den Zuschlag an News und Kronen Zeitung waren laut dem Standard die Angebote, Kampusch für ihr zukünftiges Leben materiell zu unterstützen.
Es folgte ein zweites Fernsehinterview, das in Ausschnitten am 18. Dezember 2006 im ORF ausgestrahlt wurde und teilweise in die Dokumentation Der Fall Kampusch einfloss, die am 3. Jänner 2007 vom ORF und RTL und einen Tag später auch auf 3sat gezeigt wurde.
Ein weiteres Motiv für die Vergabe der Interviews war – neben finanziellen Interessen – aus Sicht des zeitweise als Kampuschs Medienberater engagierten Dietmar Ecker der Versuch, auf die Boulevardmedien Einfluss zu nehmen, wie Ecker im Interview mit der Wiener Stadtzeitung Falter angab. In einem Interview mit der deutschen Zeit wies Ecker zudem auf den ungewöhnlichen Druck hin, den viele Journalisten auf Kampusch, deren Angehörige sowie auf die Angehörigen Přiklopils ausgeübt haben und der mit der Drohung einhergegangen sei, der Phantasie entsprungene Berichte über Natascha Kampusch zu veröffentlichen, falls diese sich nicht zu einem Gespräch bereitfänden.

### Kritik an Ermittlungsbehörden
Medien haben wiederholt vorgebracht, dass die Behörden im Fall Natascha Kampusch viel früher hätten eingreifen können, da schon kurz nach der Entführung Hinweise auf den Täter bekannt geworden sind. Das Ermittlungsverfahren wurde am 15. November 2006 durch die Staatsanwaltschaft eingestellt.

#### Vorwurf des Präsidenten des Bundeskriminalamtes
Der seinerzeit amtierende Präsident des Bundeskriminalamtes (BKA) Herwig Haidinger beklagte, dass ihm trotz Weisung vier Wochen lang das Protokoll der ersten Vernehmung von Natascha Kampusch von seinem Untergebenen vorenthalten wurde. Er entschloss sich daraufhin, an die Presse zu gehen und beschuldigte das Innenministerium öffentlich, die Aufarbeitung der Ermittlungsfehler abgewürgt zu haben. Die Folge war ein parlamentarischer Untersuchungsausschuss (siehe Abschnitt: Parlamentarische Untersuchungen).

#### Versäumnisse laut Evaluierungskommission
Am 10. Februar 2008 setzte der damalige österreichische Innenminister Günther Platter eine Evaluierungskommission unter der Leitung des Juristen Ludwig Adamovich ein, „um Erkenntnisse über strukturelle Verbesserungsmöglichkeiten sowie den Bedarf an der Entwicklung neuer kriminalistischer Methoden, Techniken etc. zu gewinnen“. Nach zwei Zwischenberichten legte die Kommission am 9. Juni 2008 ihren Abschlussbericht vor, in dem sie ihren Eindruck bekräftigt, dass „die sachdienlichen Ermittlungsansätze bisher nicht vollständig ausgeschöpft wurden“. Zudem beklagt sie, dass ihr die Akten der Staatsanwaltschaft sowie des Untersuchungsrichters nicht zur Verfügung gestellt wurden.
Am 12. Dezember 2008 wurde die Kommission von der kurz zuvor vereidigten neuen Innenministerin Maria Fekter erneut mit einer Evaluierung beauftragt. Der Abschlussbericht vom 15. Jänner 2010 ergab, dass „insbesondere kriminalistisch relevante Fragestellungen zu drei Themenstellungen ungenügend bis überhaupt nicht aus den zur Verfügung stehenden Unterlagen beantwortbar waren“, darunter die Umstände der eigentlichen Entführung, die Begleitumstände der Gefangenhaltung, sowie die Frage, ob weitere Personen über den Verbleib von Natascha Kampusch bei Přiklopil Bescheid wussten. Zudem kritisierten die Kommissionsmitglieder, dass die Staatsanwaltschaft Wien auf keinen der sechs Berichte, die ihr die Evaluierungskommission zukommen ließ, reagierte.
Laut dem ehemaligen Präsidenten des Obersten Gerichtshofes und Mitglied der Evaluierungskommission Johann Rzeszut gab es im Fall Kampusch insgesamt 27 Indizien bzw. „fachlich plausibel nicht zu erklärende Besonderheiten des staatsanwaltschaftlichen Ermittlungsverfahrens“.
- Fehlende Zeugeneinvernahme: Die damals 12-jährige Augenzeugin der Entführung hatte in sechs verschiedenen Einvernahmen durchgängig angegeben, am Tag der Entführung von Natascha Kampusch am 2. März 1998 zwei Männer in einem weißen Transporter gesehen zu haben. Erst am 3. Dezember 2009, nach einer Gegenüberstellung mit Natascha Kampusch, hätte die Zeugin gesagt, dass sie sich geirrt haben könnte. Über Jahre hinweg wurde die Zeugin nicht von einem Staatsanwalt oder einem Richter einvernommen. Am 29. Juli 2011 sagte sie vor dem Gericht in Innsbruck unter Eid aus, Polizisten hätten sie unter Druck gesetzt, sie dürfe niemandem von zwei Tätern erzählen.[38]
- Druck vonseiten der Staatsanwaltschaft auf die polizeiliche Ermittlungskommission: Dem Chef-Ermittler Franz Kröll, der „massive Bedenken“ bezüglich des Freitodes Přiklopils hatte, sei „unmissverständlich nahe gelegt“ worden, die Ermittlungen im Entführungsfall rasch einzustellen.
- Verzögerungen bei den Ermittlungen: Laut Kommission gab es im Fall Kampusch eine „langfristige Verzögerung bzw. bis zuletzt gänzliche Unterlassung nachhaltigst indizierter wesentlicher Ermittlungsschritte“. Weitere Ermittlungen in Richtung eines erweiterten Personenkreises wurden von der Staatsanwaltschaft weder vor der Verfahrenseinstellung 2006 noch nach einem ausdrücklichen Hinweis durch die Evaluierungskommission eingeleitet. Zudem soll der führende Staatsanwalt Werner Pleischl der Evaluierungskommission am 30. April 2008 die formlose Wiederaufnahme der Ermittlungen ausdrücklich zugesichert haben, nur um kurz darauf dem Justizministerium in einem Bericht mitzuteilen, dass es nichts mehr zu ermitteln gäbe.
- Behinderung der Evaluierungskommission: Es soll auch zu einer „wesentlichen und langfristigen Behinderung der vom Innenressort angeordneten Evaluierung sicherheitsbehördlicher Ermittlungsmaßnahmen“ gekommen sein. So wurde etwa der Adamovich-Kommission die Einsichtnahme in die Einvernahmeprotokolle von Natascha Kampusch verwehrt.
- Mediale Verbreitung wahrheitswidriger Informationen: Im Sommer 2009 war verlautet worden, die Polizei habe in mehreren Monaten „nur eine einzige Einvernahme“ durchgeführt. Tatsächlich, so Rzeszut, seien aber vom 4. Februar bis 14. Juli 2009 insgesamt sechs Zwischenberichte an die Anklagebehörden erstattet worden. Diesen Berichten lagen 102 Befragungen und zwei Zeugeneinvernahmen zugrunde.

In einem späteren Interview im Jahr 2011 schloss Rzeszut die Ein-Täter-Theorie dezidiert aus und warf der Staatsanwaltschaft weitere Mängel in ihren Ermittlungen vor:
- Nichtauswertung der Rufdatenrückerfassung: Im September 2006 kurz nach dem Ende von Natascha Kampuschs Freiheitsentzug soll die Staatsanwaltschaft die Rufdatenrückerfassung sichergestellter Mobiltelefone angeordnet, die Daten dann aber nicht ausgewertet haben. Erst die Evaluierungskommission nahm sich im Februar 2008 der Sache an. Dabei fielen „massiv aufklärungsbedürftige Zusammenhänge“ auf, darunter Gespräche zwischen Přiklopils Freund Ernst H. und einem Milizoffizier B., der in Ernst H.s Handy als „Be Kind Slow“ gespeichert war, obwohl beide angaben, sich nicht zu kennen.[40] Gleich nach diesen Gesprächen telefonierte H. jeweils mit der Geschäftsführerin eines Sex-Shops.
- Einstellung der Ermittlungen gegen einen Milizoffizier noch vor seiner Einvernahme: Ein halbes Jahr später wurden die Ermittlungen der Staatsanwaltschaft nach Interventionen der Innen- und der Justizministerin im November 2008 formlos wieder aufgenommen, die Verdächtigen jedoch erst im Herbst 2009 und ausschließlich polizeilich vernommen. Die Ermittlungen gegen den Milizoffizier wurden sogar am 10. September 2009 eingestellt, obwohl seine erstmalige Vernehmung erst für den 8. Oktober 2009 anberaumt war. Im Jahr 2013 wurde der Presse ein Foto zugespielt, das den Offizier mit einem hohen Wiener Polizeibeamten zeigt, der bei den Kampusch-Ermittlungen aktiv war.[40]
- Unterlassene Ermittlungen trotz gefälschten Abschiedsbriefs: Laut Ernst H. soll Přiklopil nach der Flucht von Natascha Kampusch einen Abschiedsbrief an seine Mutter mit dem Schriftzug „Mama“ begonnen, dann aber abgebrochen haben. Laut graphologischem Gutachten vom 18. November 2009 sei der Text jedoch sehr wahrscheinlich von Ernst H. und nicht von Přiklopil geschrieben worden. Demnach wären weitere Ermittlungsschritte, insbesondere wegen des Ablebens bzw. einer möglichen Ermordung Přiklopils geboten gewesen; diese sind jedoch nicht erfolgt.

#### Versäumnisse laut Polizei-Chefermittler Franz Kröll
Auch nach den neuen Ermittlungen von November 2008 bis Dezember 2009 blieben laut Polizei-Chefermittler Franz Kröll zahlreiche Fragen offen:
- Nicht gesicherte Spuren: Der Leiter des Landespolizeikommandos Oberösterreich, der im Sommer 2009 die polizeilichen Arbeitsschritte im Haus des Entführers in Strasshof evaluierte, stellte fest, dass sehr viele Spuren nicht gesichert worden seien. Da aber ein „sehr erfahrener“ Beamter Dienst gehabt habe, könne dieses Manko nur dadurch erklärt werden, „dass der Tatortermittler keinen konkreten Auftrag hatte, Spuren von eventuellen Mittätern zu suchen“.[41]
- Entfernung von Beweismaterial: Einen Tag nach dem Suizid Přiklopils wurde seinem Freund Ernst H. gestattet, während der Spurensicherung angeblich geborgte Gegenstände zu entfernen.[38] Der Geschäftspartner von Přiklopil berief sich dabei auf eine mündliche Vollmacht der Mutter Přiklopils. Die Frau wusste jedoch nichts von dieser Vollmacht.
- Fehlender Computer: Im Haus Přiklopils wurden (mit Ausnahme eines antiquierten Commodore 64) keinerlei Computer gefunden, obwohl zwei IP-Adressen auf den Namen Přiklopils registriert waren.[31]
- Chef-Ermittler wird Zugang zu Einvernahmeprotokollen verwehrt: Kröll erhielt erst Ende Juli 2009 Zugang zu den geheimen Einvernahmeprotokollen mit Natascha Kampusch aus dem Jahr 2006, die die Justiz der Kriminalpolizei zunächst vorenthalten hatte. Kopien durften Kröll und sein Kollege nicht machen. Sie erhielten nur die Erlaubnis, die Protokolle sechs Stunden lang im Wiener Straflandesgericht zu lesen und sich Notizen zu machen.[31]

Da Krölls Bedenken kein Gehör fanden, verweigerte er im Jänner 2010 die Teilnahme an der „Abschlusspressekonferenz“ von Staatsanwaltschaft und Polizei. Nach öffentlicher Kritik am Abschlussbericht des Falles, in dem seiner Ansicht nach zweifelhafte Aussagen von Natascha Kampusch fehlten, wurde er nach Angaben seines Bruders gemobbt und in den Innendienst versetzt. Kröll starb am 25. Juni 2010 unter Umständen, die eine Selbsttötung nahelegen. Dies wird jedoch von einigen, unter anderem Krölls Bruder, bezweifelt. Letzterer wunderte sich auch darüber, dass sich Kröll als Rechtshänder in die linke Schläfe geschossen haben soll. Der im Hause des Oberst Kröll gefundene Abschiedsbrief war nach Aussage seines Bruders nicht in der Handschrift des Verstorbenen und nicht mit der vom Bruder gewohnten Unterschrift verfasst. Ein am 6. November 2013 bekannt gewordenes Gutachten des von Krölls Bruder beauftragten Institutsleiters der Gerichtsmedizin Graz, Peter Leinzinger, widerspricht der Suizid-Theorie der Ermittler.

#### Vorwurf des Amtsmissbrauchs gegen fünf Staatsanwälte
Johann Rzeszut hatte am 29. September 2010 mit einem 25-seitigen Bericht an alle Parlamentsparteien Ermittlungen gegen fünf Staatsanwälte ausgelöst. Die Staatsanwälte Werner Pleischl, Thomas Mühlbacher, Otto Schneider, Hans-Peter Kronawetter und Gerhard Jarosch hätten sich, so der Vorwurf, des Amtsmissbrauches in der Causa Kampusch schuldig gemacht.
Im Sommer 2011 beauftragte das Justizministerium die Staatsanwaltschaft Innsbruck, die Vorwürfe zu überprüfen. Im September 2011 wurde der vertrauliche Abschlussbericht des Innsbrucker Richters an das Justizministerium übermittelt. Damit ist der Vorhabensbericht über die Amtsmissbrauchsvorwürfe, die Rzeszut gegen die Staatsanwälte erhoben hatte, abgeschlossen. Am 24. September 2011 stellte die Justiz das Verfahren gegen die Staatsanwälte ein. Bundesministerin Beatrix Karl (ÖVP) kündigte daraufhin an, den Akt noch einmal vom unabhängigen und weisungsfreien Rechtsschutzbeauftragten der Justiz prüfen zu lassen. Dann sollte entschieden werden, ob das Verfahren neu aufgerollt oder endgültig eingestellt wird.

### Parlamentarische Untersuchungen

#### Untersuchungsausschuss – 2008
Im März 2008 wurde ein Parlamentarischer Untersuchungsausschuss eingerichtet, um die vermuteten Versäumnisse auch politisch zu untersuchen.
Im April 2008 druckte die Tageszeitung Heute bis dahin unveröffentlichte private Details aus Vernehmungsakten ab. Die Sozialdemokratische Partei Österreichs und die Österreichische Volkspartei beschuldigten einander, diese Daten, die sowohl dem Innen- und Justizministerium als auch dem Untersuchungsausschuss des Parlaments zugänglich waren, an die Presse weitergegeben zu haben. Der Fall wurde schließlich an die Staatsanwaltschaft übergeben.

#### Geheimer Untersuchungsausschuss – 2011
Am 21. Oktober 2010 beantragte die Freiheitliche Partei Österreichs (FPÖ) mit Zustimmung der Grünen und des Bündnisses Zukunft Österreich (BZÖ) die „Einsetzung eines Untersuchungsausschusses zur näheren Untersuchung der politischen und rechtlichen Verantwortung im Zusammenhang mit dem staatsanwaltschaftlichen Ermittlungsverfahren im Abgängigkeitsfall Natascha Kampusch“. Der Antrag wurde von den Koalitionsparteien Sozialdemokratische Partei Österreichs (SPÖ) und Österreichische Volkspartei (ÖVP) zunächst abgelehnt. Schließlich einigten sich die Parteien doch noch, die Causa Kampusch neu aufzurollen und auch die Kritiker Ludwig Adamovich und Johann Rzeszut nochmals zu hören. Zudem solle festgestellt werden, ob die Einstellung des Verfahrens gegen die fünf Staatsanwälte wegen Amtsmissbrauch rechtens war. Am 1. Dezember 2011 wurde hierfür im Parlament ein unter Ausschluss der Öffentlichkeit tagender Unterausschuss des Innenausschusses mit 16 Vertretern aller fünf Parlamentsparteien eingerichtet, der bis Ende März 2012 zwei Berichte vorlegen soll. Ein „Evaluierungsbericht“ solle dem Parlament und ein geheimer Bericht an Justizministerin Karl übermittelt werden.
Am 28. Juni 2012 veröffentlichte der Ausschuss einen Abschlussbericht. Bereits zuvor ließ der Ausschussvorsitzende Werner Amon (ÖVP) aufhorchen, indem er in einem Interview erklärte, dass die „Einzeltätertheorie nur schwer aufrechtzuerhalten“ sei, und dass darüber hinaus die Möglichkeit bestehe, dass Přiklopil nicht Selbstmord begangen habe, sondern ermordet wurde. Im Abschlussbericht selbst stellen die Abgeordneten fest, dass es keine Hinweise zur Bestätigung von Gerüchten über weitere Täter oder gar einen Kinderpornoring gebe. Allerdings stellten sie einige Ermittlungspannen fest. Weder seien die Ermittler von Staatsanwaltschaft und Kriminalpolizei ihrer Aufgabe mit der notwendigen Sorgfalt und Professionalität nachgekommen, noch sei den wesentlichen Fragen, die sich im Laufe der Ermittlungen ergeben haben, ausreichend nachgegangen worden. Insbesondere dem Hinweis des Polizei-Hundeführers auf den Entführer Přiklopil sei nicht nachgegangen worden. Zudem sei die junge Zeugin, die die Entführung beobachtet hatte und von zwei Tätern sprach, „unter Druck gesetzt worden“, ihre Aussage zu ändern. Auch die Durchleuchtung der Vermögensverhältnisse sowie der Vermögensverschiebungen nach dem Ableben des Wolfgang Přiklopil sei niemals erfolgt. Zudem kritisierten die Abgeordneten auch den Umstand, dass ihnen nicht alle Akten vorgelegt worden seien. Es bestehe der Verdacht, „dass eine objektive Evaluierung der Ermittlungen von außen beeinflusst worden ist“. Die zentrale Frage, ob der Entführer Mittäter oder Mitwisser hatte, könne mit den vorliegenden Ermittlungsergebnissen allerdings „nicht abschließend beantwortet werden“.
Abschließend empfiehlt der Ausschuss dem Innen- und Justizministerium die Evaluierung der Ermittlungsarbeiten durch Cold-Case-Spezialisten mit internationaler Beteiligung. Eine mögliche Wiederaufnahme des Verfahrens sei „dabei abhängig von neuen Ermittlungsansätzen, die sich auch aus dieser Evaluierung ergeben können“. Heftig kritisiert wurde die zuständige Staatsanwaltschaft Wien, die offensichtliche Ungereimtheiten und Fehler in keiner Weise hinterfragt oder aufgegriffen habe. Insbesondere Staatsanwalt Hans-Peter Kronawetter soll die SOKO Kampusch behindert haben, indem er eine gemeinsame Vereinbarung mit der Adamovich-Kommission vom 30. April 2008 zugunsten weiterer Ermittlungen ignorierte und am 11. Juli 2008 an das Ministerium berichtete, dass keine weiteren Ermittlungen nötig seien.

### Neuerlicher Evaluierungsbericht durch internationale Experten – 2012/2013
Mitte Juli 2012 wurde bekannt, dass der Fall Natascha Kampusch durch ein 14-köpfiges internationales Expertenteam, bestehend aus Vertretern des Innen- und Justizministeriums, des Verfassungsschutzes, einem Staatsanwalt der Wirtschafts- und Korruptionsstaatsanwaltschaft, mehreren Kripobeamten und mindestens einem Vertreter des FBI und des deutschen BKA, neuerlich aufgearbeitet wird. Am 27. August 2012 begann das Team mit der neuerlichen Überprüfung des mittlerweile 270.000 Seiten umfassenden Aktenmaterials. Die Überprüfung sollte ursprünglich bis Ende 2012 laufen. Im Januar 2013 verlautbarte der Sprecher des Innenministeriums, dass sich der Abschluss der Prüfung bis Februar oder März 2013 verzögern werde. Der Abschlussbericht, der die Einzeltätertheorie mit hoher Wahrscheinlichkeit bestätigt, wurde am 15. April 2013 präsentiert. Im Auto und Haus Přiklopils seien keine Hinweise auf weitere Täter gefunden worden. Verbindungen Přiklopils zur Rotlicht-, Sado-Maso- oder Pädophilenszene konnten nicht festgestellt werden. Des Weiteren gebe es keine Zweifel am Suizid Přiklopils. Die Kommission stellte jedoch „Ermittlungsfehler“ und „Fehleinschätzungen“ bei den Ermittlungen fest.

### Rechtswidrige private Ermittlungen
Im Februar 2012 wurde bekannt, dass ein einzelner der FPÖ nahestehender Polizist ohne Ermittlungsauftrag versuchte, DNA-Proben eines Kindes zu beschaffen, über das ein Gerücht umgeht, es handele sich um eine Tochter Natascha Kampuschs. Der Polizist wurde vorläufig vom Dienst suspendiert. Im Ermittlungsverfahren gegen den Polizisten wurde Ex-OGH-Präsident Johann Rzeszut als Zeuge vernommen. Dieser sagte unter Wahrheitspflicht aus, den Mann nicht zu kennen. Allerdings sollen die beiden mehrfach telefonischen Kontakt gehabt haben. Im Dezember 2014 wurde Rzeszut wegen falscher Zeugenaussage angeklagt. Der Prozess endete im Februar 2015 mit einem Freispruch.

### Abgelehnte Entschädigungszahlung
Anfang Mai 2011 verweigerte die Republik Österreich Kampusch eine finanzielle Entschädigung für ihren jahrelangen Freiheitsentzug. Sie hatte im Februar 2011 beim Innenministerium eine Entschädigung in Höhe von einer Million Euro beantragt und als Grund polizeiliche Ermittlungsfehler angegeben. Natascha Kampusch habe die Summe einem Hilfsprojekt zukommen lassen wollen und werde nach der Ablehnung auf einen Prozess gegen den Staat verzichten.

### Weitere laufende Rechtsstreitigkeiten
Anzeige des Bruders des verstorbenen Chef-Ermittlers Kröll
Im September 2012 brachte Karl Kröll, der Bruder des verstorbenen Chef-Ermittlers Franz Kröll, drei Strafanzeigen ein. Die ersten beiden Anzeigen richten sich gegen die Innsbrucker Staatsanwältin Brigitte Loderbauer sowie gegen das Stadtpolizeikommando Graz und die Tatortgruppe im LKA Steiermark, die bei der Aufklärung nachlässig agiert haben sollen. Die dritte Anzeige richtet sich gegen Unbekannt wegen Mordes, da ein Fremdverschulden beim Tod des Bruders nicht auszuschließen sei. Zudem sei die nie durchgeführte Obduktion nachzuholen.
Anzeige des Vaters von Natascha Kampusch
Ludwig Koch, der Vater von Kampusch, zeigte 2012 einen Freund Přiklopils an und bezichtigt diesen der Mittäter- bzw. Mitwisserschaft. Zudem fordert er Schadensersatz.

## Kulturelle Rezeption

### Theater
In dem Theaterstück Die Beteiligten beschäftigte sich die österreichische Schriftstellerin Kathrin Röggla mit den Reaktionen von Medien und Gesellschaft sowie der Entwicklung des Umgangs mit dem Opfer. Die österreichische Erstaufführung war am 16. Oktober 2010 im Wiener Akademietheater.

### Film
Nachdem Natascha Kampusch zuvor der Meinung gewesen war, es sei für eine Verfilmung zu früh, schloss sie im Mai 2010 mit dem Produzenten Bernd Eichinger und der Constantin Film eine Vereinbarung über eine „behutsame Verfilmung“ ab. „Viele einfühlsame Zusendungen der letzten Jahre haben mich dazu bewegt, mein Schicksal verfilmen zu lassen.“ Am Drehbuch wirkte der Journalist Peter Reichard mit. Der für 2011 geplante Drehbeginn wurde nach Eichingers Tod um ein Jahr verschoben; die Arbeiten begannen im Mai 2012. Sherry Hormann führte Regie. Die Filmpremiere von 3096 Tage war am 25. Februar 2013 in Wien, der Kinostart am 28. Februar.